# Vit puckelmossa
Vit puckelmossa (Plagiobryum zieri) är en bladmossart som först beskrevs av Johann Hedwig, och fick sitt nu gällande namn av Sextus Otto Lindberg. Vit puckelmossa ingår i släktet puckelmossor, och familjen Bryaceae. Enligt den finländska rödlistan är arten nära hotad i Finland. Arten är reproducerande i Sverige. Artens livsmiljö är kalkstensklippor och kalkbrott.